# (1758) Naantali
(1758) Naantali ist ein Asteroid des Hauptgürtels, der am 18. Februar 1942 von der finnischen Astronomin Liisi Oterma in Turku entdeckt wurde. Seine Rotationsperiode beträgt rund fünfeinhalb Stunden.
Der Asteroid trägt den Namen der südwestfinnischen Stadt Naantali.